# RouteNote
RouteNote là một hãng thu âm độc lập phát hành nhạc (hoặc dạng âm thanh khác) miễn phí bản quyền có trụ sở đặt tại Cornwall,Vương quốc Anh và được thành lập vào năm 2007.

## Dịch vụ
Các dịch vụ của RouteNote bao gồm: phân phối nhạc kỹ thuật số, dịch vụ quản lý và âm nhạc trực tuyến, trên các nền tảng như Spotify, YouTube và SoundCloud.

## Lịch sử
Được thành lập tại Cornwall, Vương quốc Anh vào năm 2007, Route Note đã dần phát triển thành nhà phân phối nhạc số hàng đầu trên toàn châu Âu.

## Khách hàng
Brilliant Music